# Herpetogramma phaeopteralis
Herpetogramma phaeopteralis is een vlinder uit de familie van de grasmotten (Crambidae), uit de onderfamilie van de Spilomelinae. De wetenschappelijke naam van deze soort is voor het eerst gepubliceerd in 1854 door Achille Guenée.

## Verspreiding
De soort komt voor in Canada, de Verenigde Staten, Cuba, Jamaica, Haïti, Puerto Rico, Curaçao, Mexico, Honduras, Nicaragua, Costa Rica, Panama, Colombia, Venezuela, Suriname, Ecuador, Brazilië, Peru, Bolivia, Argentinië, Sint-Helena, Gambia, Sierra Leone, Soedan, Congo-Kinshasa, Kenia, Angola, Zambia, Zuid-Afrika, Seychellen, Madagaskar, Réunion, Mauritius, Oman, Jemen, India, Andamanen, Sri Lanka, China, Myanmar, Vietnam en Indonesië (Java).

## Waardplanten
De rups leeft op Boehmeria macrophylla (Urticaceae) en Cynodon sp. (Poaceae).